# Дорна-Арінь
Дорна-Арінь, Дорна-Аріні (рум. Dorna-Arini) — село у повіті Сучава в Румунії. Входить до складу комуни Дорна-Арінь.
Село розташоване на відстані 326 км на північ від Бухареста, 72 км на південний захід від Сучави.

## Населення
За даними перепису населення 2002 року у селі проживали 1308 осіб, з них 1306 осіб (99,8%) румунів. Рідною мовою 1307 осіб (99,9%) назвали румунську.